# Haematomma
Famille
Genre
Haematomma est un genre de champignons lichénisés associés à des algues vertes. Les Haematommataceae, famille à laquelle il appartient, est monotypique, ne comportant que ce seul genre. Il s'agit de lichens encroûtants dont les ascomes sont fréquemment de couleur rouge vif (ce qui a valu son nom à ce genre), au total 53 espèces répandues dans les régions tropicales et tempérées.